# Sant Valentí (Olot)
El Sant Valentí és una serra situada entre els municipis d'Olot i de la Vall de Bianya a la comarca de la Garrotxa, amb una elevació màxima de 711 metres.

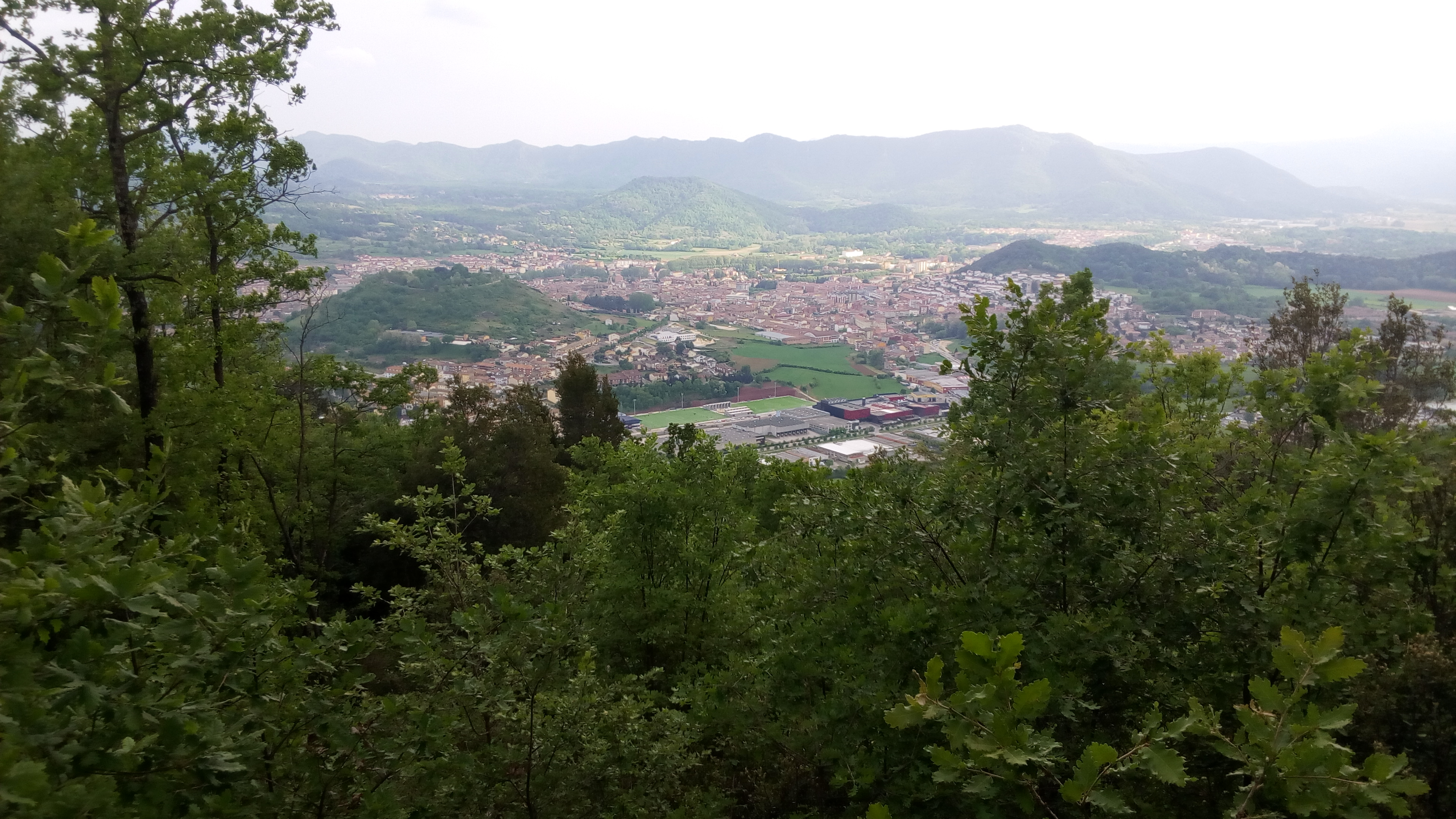
Vista d'Olot des del cim de Sant Valentí